# Berriatúa
Berriatúa (em castelhano) ou Berriatua (em basco) é um município da Espanha na província da Biscaia, comunidade autónoma do País Basco, com 20,23 km² de área. Em 2021 tinha 1 232 habitantes (densidade: 60,9 hab./km²).

## Demografia
| Variação demográfica do município entre 1991 e 2004 | Variação demográfica do município entre 1991 e 2004 | Variação demográfica do município entre 1991 e 2004 | Variação demográfica do município entre 1991 e 2004 |
| --------------------------------------------------- | --------------------------------------------------- | --------------------------------------------------- | --------------------------------------------------- |
| 1991                                                | 1996                                                | 2001                                                | 2004                                                |
| 1020                                                | 978                                                 | 987                                                 | 1077                                                |